# Dolmen di Guadalperal

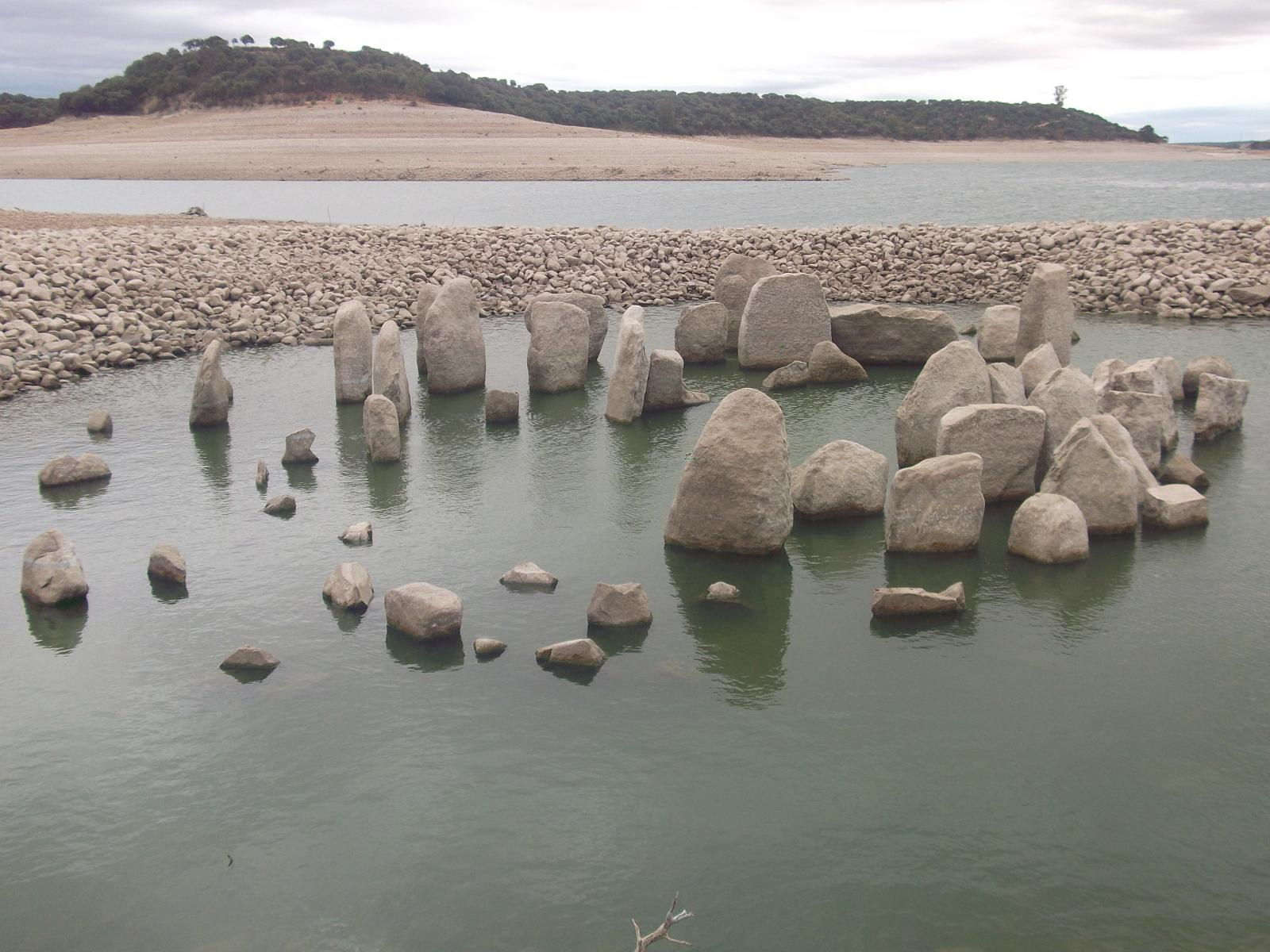
Dolmen di Guadalperal

Il Dolmen di Guadalperal, noto anche come il tesoro di Guadalperal oppure come Stonehenge spagnolo per la sua somiglianza con Stonehenge, è un monumento megalitico risalente al neolitico, situato a Peraleda de la Mata nella regione di Campo Arañuelo, nell'Estremadura orientale, in Spagna.

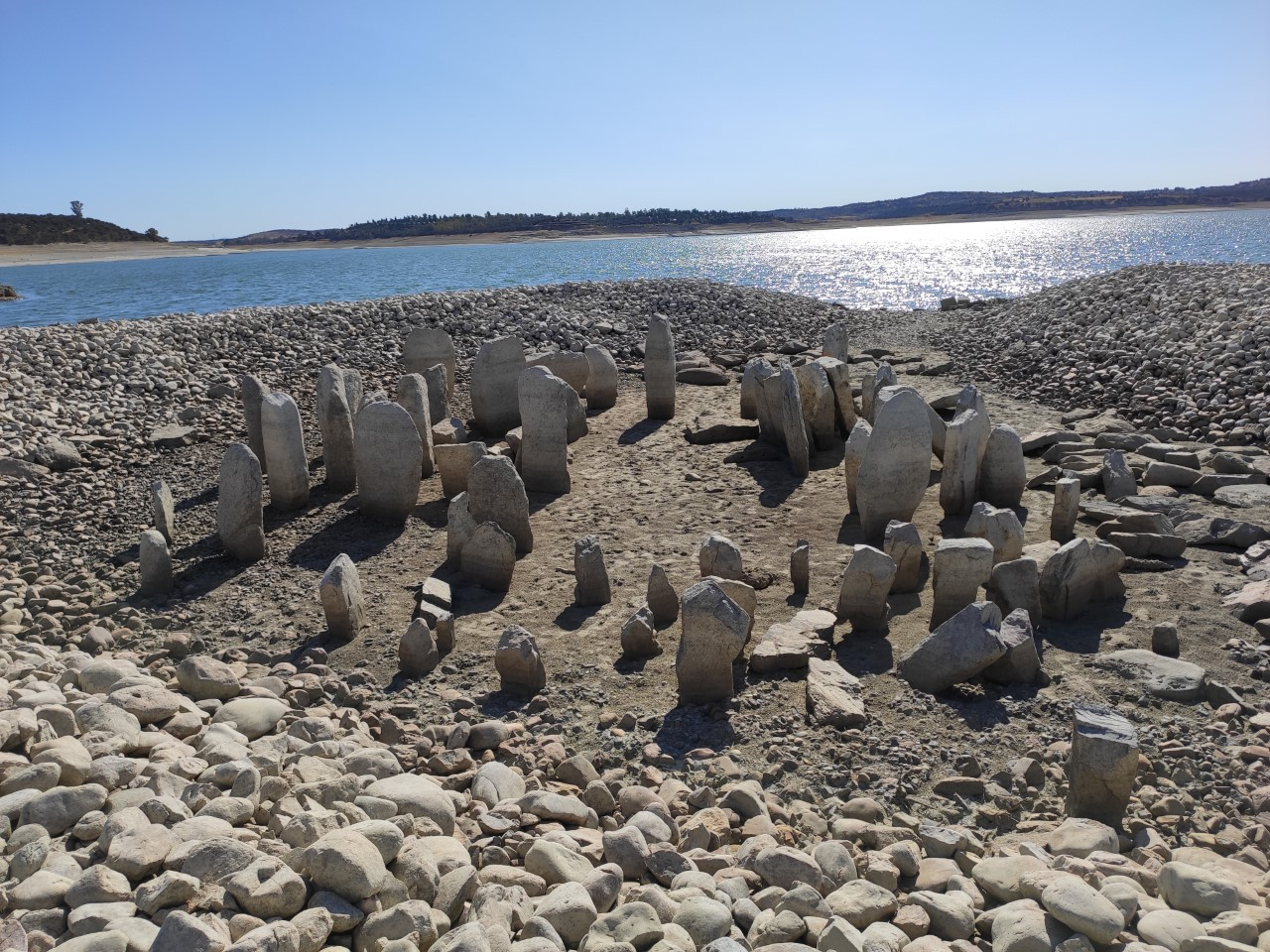
Dolmen di Guadalperal

Il monumento si trova per la maggior parte del tempo sommerso all'interno del bacino idrico di Valdecañas nel fiume Tago; solo quando il livello delle acque si abbassa e il bacino si ritira andando in secca, il momento riaffiora diventando visibile.

## Descrizione e storia
Il dolmen è costituito da 150 pietre di granito, disposte in verticale, per formare una camera ovoidale di 5 metri di diametro.
Il monumento fu scoperto nel 1926, durante una campagna di ricerca e scavo condotta in zona dall'archeologo tedesco Hugo Obermaier tra il 1925 e il 1927. Nelle immediate vicinanze Obermaier scoprì anche altri reperti come case, macchie di carbone e cenere, ceramiche, mulini e pietre per affilare le asce.
Nel 1963 il monumento è stato inondato ed è finito sott'acqua a causa della costruzione del bacino di Valdecañas. Le acque del bacino inoltre hanno causato danni irreparabili al monumento erodendo le pietre e le loro incisioni.